# Manger
Manger is een plaats in de Noorse gemeente Alver, provincie Vestland. Manger telt 829 inwoners (2007) en heeft een oppervlakte van 1,15 km². Tot 1964 was Manger een zelfstandige gemeente die in dat jaar opging in de gemeente Radøy. In 2020 ging deze op in de nieuw gevormde gemeente Alver.